# 張珮汶
張珮汶（英語：Grace Cheung Pui Man，1984年1月3日—），本名：張家瑩、香港女藝人，祖籍为廣東普寧客家，2007年亞洲小姐冠軍。

## 簡歷
2007年，張珮汶當選亞洲小姐冠軍後，便就讀2008年亞洲電視藝員訓練班，2009年約滿離開亞洲電視，2010年誤傳重返亞視，2011年再返回亞視。
至2010年12月，正式宣佈加入亞視參與的演出處境劇《香港GoGoGo》劇組。
此外，張珮汶還經營位於銅鑼灣餐廳。
2016年2月，張珮汶再次約滿亞視。
2016年3月尾，已離開亞洲電視的張珮汶，獲英國美容品牌Jill Cooper Proskins邀請擔任修身服裝的代言人。
2016年7月初，張珮汶和其3人（蔡國威、劉錫賢和袁潔儀）成功追回前亞視欠薪。
2016年12月18日，張珮汶在出席工展小姐選舉擔任評判時，她提及原本打算演出意識大膽的角色，但為免男友和個人形象聲譽受損，故此她拒絕上述要求。
2017年12月18日，張珮汶加入亞洲電視數碼媒體。

## 演出作品
| 電視劇（亞洲電視） | 電視劇（亞洲電視） | 電視劇（亞洲電視） | 電視劇（亞洲電視） |
| ------------------ | ------------------ | ------------------ | ------------------ |
| 年份               | 劇名               | 角色               | 性質               |
| 2011年             | 香港GoGoGo         | Judy               | 客串               |
| 2014年             | 女神辦公室(第二季) |                    | 客串               |
| 2014年             | 重案行動組         |                    | 客串               |

### 節目主持（亞洲電視）
- 2007年-2008年：《群星總動員》
- 2008年：《台海和平與戰爭》
- 2008年：《文化潮流》
- 2008年：《豪遊天下》
- 2009年：《時尚生活Guide》
- 2009年：《開心大發現》
- 2010年：《家在中國》
- 2011年-2012年：《微播天下》
- 2012年：《蔡瀾亞洲一樂也》
- 2012年：《ATV2012感動香港人物推選》
- 2012年：《品味珠三角2》
- 2012年：《2012 ATV亞洲先生競選》
- 2013年：《愛．潮流》
- 2013年：《Miss Asia 25th 瑰麗巡迴》- 旅遊護膚小貼士

### 參與電影
- 2018年：棟篤特工 飾 包租婆

## 獎項
- 2007年亞洲小姐競選總決賽 ──完美體態大獎
- 2007年亞洲小姐競選總決賽 ──冠軍

## 慈善活動
- 2012年：慈善機構「龍耳」 ── 無聲有星顯才華